# Obrzyca
Obrzyca (niem. Raule Obra) – rzeka w zachodniej Polsce, prawy dopływ Odry o długości 49,05 km i powierzchni dorzecza 1808 km².
Ma charakter typowej rzeki nizinnej, w znacznym stopniu uregulowanej. Płynie przez Pojezierze Sławskie i Kotlinę Kargowską w województwie lubuskim. Wypływa z północnego krańca jeziora Sławskiego, chociaż za jej początek przyjmuje się również Czernicę, jeden z dopływów jeziora Sławskiego (wówczas długość Obrzycy wynosi 65,9 km). Jej brzegom, aż do ujścia, towarzyszą na przemian zespoły leśne (głównie lasy sosnowe) i kompleksy użytków zielonych (łąki lub pastwiska). Przepływa m.in. przez Lubiatów, Konotop, Uście, Kargowę, Chwalim, Smolno Wielkie oraz Podlegórz, uchodząc do Odry (na jej 472 km) w Górzykowie (nieopodal mostu na drodze ekspresowej S3).
Na 24,6 km biegu Obrzycy odchodzi od niej Kanał Dźwiński, łączący się z Obrzańskim Kanałem Północnym. Sieć dopływów, zwłaszcza lewostronnych, jest bardzo rozbudowana, a wszystkie z nich - w większym lub mniejszym stopniu - są zmeliorowane. Do najważniejszych dopływów należą: Gniła Obra, Kanał Bojadelski, Kanał Obrzycki, Kanał Borkowski, Kanał Karszyński i Obrzański Kanał Południowy. W dorzeczu Obrzycy leży wiele jezior. Koryto rzeki przegrodzone jest kilkoma jazami, będącymi elementami systemu melioracyjnego jej doliny. Ostatni z nich (Śluza Sadowa) ma znaczenie energetyczne i przeciwpowodziowe, zapobiegając cofaniu się wezbranych wód pobliskiej Odry a wykazał skuteczność podczas powodzi tysiąclecia z lipca 1997 r. W dolnym biegu Obrzycy, w przysiółku Sadowo koło Głuchowa, wybudowano ujęcie wody dla Zielonej Góry.
W rzece występuje większość nizinnych gatunków ryb słodkowodnych m.in.: jaź, kleń, leszcz, wzdręga, krąp, szczupak, okoń, ukleja, węgorz i miętus.